# Lo Cairòl
Lo Cairòl (en francès Le Cayrol) és un municipi francès situat al departament de l'Avairon i a la regió d'Occitània.

## Demografia
| 1962                                       | 1968 | 1975 | 1982 | 1990 | 1999 |
| ------------------------------------------ | ---- | ---- | ---- | ---- | ---- |
| 412                                        | 442  | 416  | 328  | 313  | 282  |
| Des de 1962: població sense dobles comptes |      |      |      |      |      |

## Administració
| Període   | Identitat       | Partit |
| --------- | --------------- | ------ |
| 2001-2008 | Jean Bregou     |        |
| 2008-     | Sylvette Hermet |        |